# Parema dravida
Parema dravida là một loài tò vò trong họ Ichneumonidae.